# Marty Paich
Martin Louis "Marty" Paich (23. januar 1923 i Oakland – 12. august 1995 i Santa Ynez, Californien), var en amerikansk pianist, arrangør, komponist, producent og dirigent.
Paich var nok mest kendt som arrangør og komponist. Han har arrangeret for Stan Kenton, Frank Sinatra, Buddy Rich, Shelly Manne, Art Pepper, Ella Fitzgerald, Barbra Streisand, Mel Tormé, Ray Charles, Aretha Franklin, Stan Getz,Michael Jackson, Sammy Davis Jr. og Neil Diamond etc.
Han var en fremragende arrangør i westcoast stilen,og hans arrangementer hører til klassikere i jazzen i dag.
Han er fader til David Paich fra rockgruppen TOTO.